# Heiderscheid
Heiderscheid var tidigare en kommun i Luxemburg. Den slogs samman med Esch-sur-Sûre år 2011. Den låg i kantonen Wiltz i den nordvästra delen av landet, 30 kilometer norr om huvudstaden Luxemburg.